# Johann Friedrich Hahn
Johann Friedrich Hahn (Gießen, 28 dicembre 1753 – Zweibrücken, 30 maggio 1779) è stato un poeta tedesco.

## Biografia
Hahn, un evangelico luterano, iniziò i suoi studi il 22 aprile 1771 all'Università di Göttingen, prima legge, poi teologia. Il 12 settembre 1772 collaborò alla costituzione del gruppo letterario Göttinger Hainbund.
Dopo la laurea diventò un confidente di Johann Heinrich Voss. A causa della sua visione nazionalista, Voss lo soprannominò Teuthard e disse che era uno "sfortunato ipocondriaco" (unglücklicher Hypochondrist).
L'11 maggio 1774, insieme a Friedrich Leopold Graf zu Stolberg, divenne un massone nella Zu den drei Rosen di Amburgo. Nel giugno del 1774 aiutò a fondare la Zum goldenen Zirkel lodge a Göttingen, e il 18 novembre 1774 fu eletto Maestro.
Morì il 30 maggio 1779 all'età di venticinque anni, da una malattia mentale.

## Opere
- Gedichte und Briefe (1880)